# Anserpica kiliani
Anserpica kiliani — вид викопних птахів родини Качкові (Anatidae). Скам'янілі рештки, знайдені на території кар'єру Креші (Франція); датується пізнім олігоценом.